# El lecho de Procusto
El lecho de Procrusto: Aforismos filosóficos y prácticos es un libro de filosofía de Nassim Nicholas Taleb escrito en estilo  aforístico. Fue lanzado el 30 de noviembre de 2010 por Random House. Una versión actualizada apareció el 26 de octubre de 2016, e incluye el cincuenta por ciento más de material que la primera edición. 

## Trasfondo
Según Taleb, el libro "contrasta los valores clásicos de valentía, elegancia y erudición contra las enfermedades modernas de nerdismo, filisteismo, y fraude." El título se refiere a Procusto, una figura de la mitología griega que secuestraba a los viajeros y los obligaba a acostarse en una cama especial.
El lecho de Procusto es una expresión proverbial que se refiere a quienes pretenden acomodar siempre la realidad a sus intereses o su visión de las cosas. Cuando se les hacen objeciones a sus rígidos planteamientos, se molestan, y siguen adelante sin inmutarse, convencidos de siempre tener razón. Incluso cuando sus ideas puedan ser alguna vez acertadas, varían enseguida su posición para así censurar todo lo que hacen los demás. No toleran que alguien sobresalga de su propia mediocridad. Todo lo juzgan. Lo quieren cortar todo a su medida, aunque ello implique pérdidas sociales importantes. 
El libro es parte del ensayo filosófico de cinco volúmenes de Taleb sobre la incertidumbre, titulado Incerto y que cubre los siguientes libros: Antifragile (2012), The Black Swan (2007-2010), Fooled by Randomness (2001), The Bed of Procrustes (2010- 2016) y Skin in the Game (2018).

## Aforismos seleccionados
- Lo que los tontos llaman "perder el tiempo" es a menudo la mejor inversión.
- Un hombre sin una inclinación heroica comienza a morir a la edad de treinta años.
- La diferencia entre los esclavos en tiempos de los romanos y de los otomanos y los empleados de hoy es que los esclavos no necesitaban halagar a su jefe.
- Eres rico si y solo si el dinero que rechazas es más agradable que el dinero que aceptas.
- Modernidad: creamos juventud sin heroísmo, edad sin sabiduría y vida sin grandeza.
- Puede ver cuán poco interesante es una persona preguntándole quién le parece interesante.
- La procrastinación es el alma que se rebela contra el atrapamiento.
- La preocupación por la eficacia es el principal obstáculo para una vida poética, elegante, robusta y heroica.
- Aquellos que no piensan que el empleo es esclavitud sistémica son ciegos o están empleados.
- Nacen, los ponen en una caja; se van a casa a vivir en una caja; estudian marcando casillas; van a lo que se llama "trabajo" en una caja, donde se sientan en su cubículo; conducen hasta el supermercado en una caja para comprar comida en una caja; hablan de pensar "fuera de la caja"; y cuando mueren, los ponen en una caja.
- El amor sin sacrificio es como robar.